# Александер, Ли (политик)
Ли Алекса́ндер (англ. Lee Alexander; 18 мая 1927, Джерси-Сити, Нью-Джерси, США — 25 декабря 1996, Сиракьюс, Нью-Йорк, США) — американский политик-демократ, 49-й мэр города Сиракьюс (1970—1985, самый продолжительный срок в истории). Один из самых заметных мэров в США. Входил в число греческих лоббистов, чья активность особенно возросла после турецкого военного вторжения на Кипр в 1974 году. Являлся членом Ордена святого апостола Андрея (архонтом Вселенского Патриархата).

## Биография

### Ранние годы, семья и образование
Родился 18 мая 1927 года в Джерси-Сити (Нью-Джерси, США) в семье греков Питера Александридиса и Риты Ровацос. Когда Ли было 15 лет, умер его отец. Имел брата Криста «Стивена» Александера (1929—2015) и сестёр Мэри Вояджис и Эльбиники Олкотт.
Питер Александридис (1891—1942) был родом из Керасунды (Османская империя), а Рита Ровацос (1891—1988) — из Спарты (Пелопоннес, Королевство Греция).
В возрасте 17 лет поступил на военную службу в Армию США, а также в Сиракузский университет, где изучал инженерное дело, а позднее был переведён в Германию.
Окончил Сиракузский университет со степенями в области государственного управления (1950) и права (1955). Будучи студентом, познакомился со своей будущей супругой Элизабет Стратис.

### Карьера
Политическую карьеру начал с неудачных местных кампаний, за которыми последовала неудавшаяся попытка получить место в Конгрессе США.
В 1966—1969 годах — член городского совета Сиракьюса.
В 1970—1985 годах — мэр Сиракьюса. В этот период привлёк миллионы долларов из бюджета штата Нью-Йорк и федеральной помощи, что позволило построить в городе школы, пожарные части и тысячи единиц социального жилья.
В 1974 году, в праймериз Демократической партии, на котором избирался кандидат для участия в выборах в Сенат США, уступил Рэмси Кларку.
В 1977—1978 годах — президент Конференции мэров США.
В 1980—1986 годах — президент Национальной конференции мэров-демократов.
В январе 1988 года признал своё участие в денежных махинациях в годы мэрства, а именно в получении откатов на сумму 1,5 млн долларов от городских подрядчиков, за что был осуждён на 5,5 лет федеральной тюрьмы. Был освобождён в феврале 1994 года в возрасте 66 лет.
В 2014 году кинорежиссёр Роджер Спрингфилд снял документальный фильм «Million Dollar Mayor» о Ли Александере.
Умер 25 декабря 1996 года после продолжительной болезни раком у себя дома в Сиракьюсе в возрасте 69 лет.
Семья Александера учредила «Стипендиальный фонд имени Ли Алексанедра» для предоставления образовательных возможностей детям из неблагополучных семей Сиракьюса.

## Личная жизнь
В браке с Элизабет Стратис (1928—2009) имел сыновей Джеймса и Мэтью, дочерей Риту и Анастасию. Пара имела пять внуков.
Отец Элизабет Стратис (1928—2009) приехал в США из Спарты (Греция) в 1909 году.